# Tomek w krainie kangurów
Tomek w krainie kangurów – pierwszy tom z cyklu powieści Alfreda Szklarskiego, opowiadający o przygodach Tomka Wilmowskiego. Książka ukazała się po raz pierwszy w 1957 nakładem Wydawnictwa Śląsk i była później wielokrotnie wznawiana.

## Fabuła
Jest rok 1902, czternastoletni Tomek Wilmowski jest uczniem jednego z warszawskich gimnazjów. Syn rewolucjonisty, wychowywany przez rodzinę swojej zmarłej matki – wujostwo Karskich – to błyskotliwy i pomysłowy chłopiec, a przy tym tak samo jak ojciec nienawidzący rosyjskiego caratu. W środowisku nauczycielskim, mimo swojej biegłości w przyswajaniu wiedzy, ma opinię „polskiego buntowszczyka”. Jego życie odmienia się w dniu, w którym do Warszawy przyjeżdża przyjaciel Andrzeja Wilmowskiego – Jan Smuga. Podróżnik, uznawany za mistrza wśród strzelców, szybko zyskuje nie tylko sympatię młodzieńca, ale i jego szczery podziw. Tomek razem z nim wyjeżdża z Polski – na spotkanie z prawie zapomnianym ojcem i przygodą.
Już na statku płynącym do Australii Tomek zawiera nowe, mające się później przerodzić w wieloletnie przyjaźnie, znajomości (przede wszystkim z bosmanem Tadeuszem Nowickim, który uczy go strzelać). W Port Saidzie wraz z przyjaciółmi spotyka wróżbitę który przepowiada im, że Smudze życie uratuje nastoletni chłopiec, zaś Tomek zyska przyjaciela, który nigdy nie wymówi doń słowa. Pierwsza połowa przepowiedni spełnia się gdy Tomek w końcowym etapie rejsu celnym strzałem między oczy zabija przewożonego tygrysa bengalskiego, czym ratuje życie swoje i Smugi. Już w Australii to również on przekonuje krajowców do wsparcia europejskiej wyprawy w czasie łowów, do jego zasług należy również dopisać udane polowanie na kangury. Niefortunnie natomiast kończy się jego polowanie na emu (w książce nazywane także „strusiami”), które – podczas nieobecności reszty członków wyprawy – organizuje samodzielnie z bosmanem. Dwójce przyjaciół nie udaje się złapać nielotów, natomiast wskutek burzy piaskowej tracą na pustyni konie, lecz w końcu zostają odnalezieni.
To także w tym tomie młody Wilmowski poznaje małą Sally Allan, swoją późniejszą przyjaciółkę i żonę. Odnajdując ją w buszu dowodzi swojej odwagi i męstwa nieproporcjonalnego do wieku, co owocuje szczerym podziwem starszych towarzyszy, którzy zaczynają traktować go jak mężczyznę. W podzięce za uratowanie życia Sally ofiaruje Tomkowi swojego psa – mieszańca Dingo, który staje się kolejnym nieodłącznym przyjacielem młodego bohatera (tym samym również spełnia się druga część przepowiedni wróżbity z Port Saidu). Wkrótce Tomek pomaga dwóm poszukiwaczom złota – O’Donnelom którzy mieli kłopoty z bushrangerami (miejscowymi bandytami), sam ryzykując przy tym życiem. Chłopiec podczas samodzielnej wycieczki do parowu zostaje przez nich schwytany, lecz ci, nakryci przez swoich chytrych wspólników, zostają zmuszeni do wyjawienia im gdzie jest złoto, wiedzą jednak że gdy bandyci je znajdą zabiją ich. Tomek podczas próby ucieczki z obozu rozcina więzy staremu O’Donnelowi, a tymczasem nadchodzi pomoc.
Kolejna wyprawa, do Afryki, sfinansowana zostanie już z prywatnych środków – w wyrazie wdzięczności Tomek na pożegnanie przed powrotem do Europy otrzymuje od O’Donnelów sporą bryłę złotego kruszcu.

## Bohaterowie
- Tomek Wilmowski – tytułowy bohater, czternastoletni syn Andrzeja Wilmowskiego, członek wyprawy łowieckiej do Australii
- Andrzej Wilmowski – ojciec Tomka Wilmowskiego, organizator wyprawy łowieckiej do Australii
- Jan Smuga – doświadczony łowca i tropiciel zwierząt, uczestnik wyprawy łowieckiej, przyjaciel Andrzeja Wilmowskiego, podróżnik
- Bosman Nowicki – uczestnik wyprawy łowieckiej
- Karol Bentley – zoolog, doradca w wyprawie łowieckiej, zarządca grodu zoologicznego w Melbourne
- Hagenbeck – przedsiębiorca zajmujący się dostarczaniem dzikich zwierząt do ogrodów zoologicznych i cyrków, pracodawca Andrzeja Wilmowskiego
- Tony – przewodnik i tropiciel, Aborygen, przyjaciel Tomka Wilmowskiego
- Mac Dougal – szkocki kapitan statku „Aligator”
- John Clark – dawny pracownik telegrafu transkontynentalnego Australii, właściciel farmy w okolicach, której urządzono polowania
- Watsung – chińczyk prowadzący domowe gospodarstwo Johna Clarka
- Lorenc – pracownik na farmie pana Clarka
- Sally Allan – dwunastoletnia dziewczynka, córka farmerów, którą Tomek uratował, jego przyjaciółka
- państwo Allanowie – farmerzy
- O’Donellowie – ojciec i syn, irlandscy poszukiwacze złota
- Tomson – wspólnik poszukiwaczy złota O’Donellów, buszrendżer
- Carter – buszrendżer poszukiwany listem gończym, postrach wszystkich dróg Nowej Południowej Walii
- Aborygeni z plemienia ludzi kangurów
- Dingo – pies Tomka Wilmowskiego
- Mielnikow – dyrektor gimnazjum w Warszawie, w którym uczył się Tomek
- Krasacew – nauczyciel geografii, nazywany przez uczniów Piła, gorliwy wykonawca poleceń Mielnikowa i rusyfikacji w szkole
- Jurek Tymowski – kolega z klasy Tomka
- Pawluk – kolega z klasy Tomka, prymus i pochlebca nauczycieli
- Janina Karska – ciotka Tomka, jego opiekunka po śmierci matki Tomka
- Antoni Karski – wujek Tomka, mąż Janiny, pracuje jako księgowy
- Witek, Zbyszek i Irena Karscy – kuzyni Tomka, dzieci Janiny i Antoniego
- Stary arabski wróżbita z Port Saidu

## Rozdziały
1. Zemsta
2. Tajemniczy gość
3. Spotkanie z ojcem
4. Niespodzianki na „Aligatorze”
5. Wróżbita z Port Saidu
6. Cejloński słoń i bengalski tygrys
7. Między cyklonem a kłami tygrysa
8. Doradca z Melbourne
9. Pionierzy australijscy
10. Opór krajowców
11. Wielkie łowy na kangury
12. Wyprawa na dingo
13. Opowieść o Pawle Strzeleckim
14. W burzy piaskowej
15. Idźcie stąd precz, natychmiast!
16. Polowanie w pobliżu farmy Allana
17. Zagubieni w skrubie
18. Niemy przyjaciel
19. Poszukiwacze złota i buszrendżerzy
20. Pomoc nadchodzi
21. Na Górze Kościuszki
22. Tajemnica starego O’Donella